# Divizia 9 Infanterie (1916-1918)
Divizia 9 Infanterie „Mărășești” a fost o mare unitate de nivel tactic care s-a constituit la 27 august 1916, prin mobilizarea unităților sale existente la pace. Divizia  a făcut parte din organica Corpului VII Armată. La intrarea în război, Divizia 9 Infanterie a fost comandată de generalul de brigadă Ioan Basarabescu. Divizia a participat la acțiunile militare pe frontul românesc, pe toată perioada războiului, între 27 august 1916 - 11 noiembrie 1918.
La 1 octombrie 2009 s-a format Brigada 9 Mecanizată, continuatoarea tradițiilor și faptelor de arme ale Diviziei 9 Infanterie„Mărășești”.

## Ordinea de bătaie la mobilizare

### Campania anului 1916
La declararea mobilizării, la 27 august 1916, Divizia 9 Infanterie a făcut parte din compunerea de luptă a Corpului VII Armată, alături de Divizia 19 Infanterie. Corpul VII Armată era comandat de generalul de divizie Ioan Rașcu, eșalonul ierarhic superior fiind Armata 3, comandată de generalul de divizie Mihail Aslan.
Ordinea de bătaie a diviziei era următoarea:

- Divizia 9 Infanterie - Zona fortificată Silistra

- Regimentul 9 Vânători
- Brigada 17 Infanterie

- Regimentul Constanța No. 34
- Regimentul Călugăreni No. 40

- Brigada 18 Infanterie

- Regimentul Matei Basarab No.35
- Regimentul Vasile Lupu No. 36

- Brigada 39 Infanterie

- Regimentul 63 Infanterie
- Regimentul 79 Infanterie

- Brigada 9 Artilerie

- Regimentul 13 Artilerie
- Regimentul 18 Artilerie

## Reorganizări pe perioada războiului
În prima jumătate a anului 1917, Divizia 9 Infanterie s-a reorganizat în spatele frontului. Divizia a fost inclusă în compunerea de luptă a Corpului V Armată, alături de Divizia 10 Infanterie și Divizia 15 Infanterie. Corpul V Armată era comandat de generalul de brigadă Ioan Istrate, eșalonul ierarhic superior fiind Armata 1.
Ordinea de bătaie a diviziei era următoarea::p. 188>

- Divizia 9 Infanterie

- Regimentul 9 Vânători
- Brigada 17 Infanterie

- Regimentul 34 Infanterie
- Regimentul 40 Infanterie

- Brigada 18 Infanterie

- Regimentul 35 Infanterie
- Regimentul 36 Infanterie

- Brigada 9 Artilerie

- Regimentul 13 Artilerie
- Regimentul 18 Obuziere

- Compania divizionară de mitraliere
- Divizionul de cavalerie
- Batalionul 9 Pionieri

## Comandanți
Pe perioada desfășurării Primului Război Mondial, Divizia 9 Infanterie a avut următorii comandanți:
| Gradul             | Numele                  | Perioada                               | Imagine |
| ------------------ | ----------------------- | -------------------------------------- | ------- |
| General de brigadă | Ioan Basarabescu        | 15 august 1916 - 30 august 1916        |         |
| General de brigadă | Nicolae Petala          | 30 august 1916 - 30 septembrie 1916    |         |
| Colonel            | Ștefan Holban           | 30 septembrie 1916 - 13 octombrie 1916 |         |
| General de brigadă | Constantin Scărișoreanu | 13 octombrie 1916 - 30 august 1917     |         |
| General de brigadă | Nicolae Rujinschi       | 30 august 1917 - 24 mai 1918           |         |
| General de brigadă | Constantin Scărișoreanu | 27 mai 1918 - 2 iulie 1918             |         |
| General de brigadă | Alexandru Anastasiu     | 3 iulie 1918 - 1 august 1919           |         |